# Fischbach (Autriche)
Pour les articles homonymes, voir Fischbach.
Fischbach est une commune autrichienne du district de Weiz en Styrie.